# پابلو ولاسکز
پابلو سزار لئوناردو ولاسکز سنتوریون (اسپانیایی: Pablo César Leonardo Velázquez Centurión‎؛ زادهٔ ۱۲ مارس ۱۹۸۷) بازیکن فوتبال اهل پاراگوئه است.
از باشگاه‌هایی که در آن بازی کرده‌است می‌توان به لیبرتاد، سن لورنسو و اتلتیکو ناسیونال اشاره کرد.
وی همچنین در تیم ملی فوتبال پاراگوئه بازی کرده‌است.